# Corvus imparatus
El cuervo de Tamaulipas o cacalote (Corvus imparatus) es relativamente pequeño (34 a 38 cm de longitud), con aspecto de cuervo con mucho plumaje muy esponjoso. El pico y las patas son negros.

## Descripción
Es de un color oscuro muy brillante, plumaje azul, que parece suave y sedoso. El pico es bastante delgado y negro, al igual que las piernas y garras. El cuervo llanero, un ave mucho más grande y muy distinto, es el único cuervo que suele convivir en su cercanía.

## Distribución y hábitat
Habita un área relativamente pequeña en el noreste de México, en desiertos. Pero vive bien en zonas más húmedas boscosas, pero no aparece en alta montaña o a lo largo de playas. Es un ave sociable formando grandes bandadas, moviéndose juntas en grupos cerrados.
Habita en un área relativamente pequeña en el noreste de México, en matorrales del desierto cercanos y matorrales incluyendo granjas, pequeñas ciudades y pueblos de su área de distribución. También habita en bosques más húmedos en áreas abiertas, pero no parece que se encuentre en montañas altas o a lo largo de la orilla del mar o playas. Es un ave sociable formando muchas veces grandes bandadas, moviéndose juntas en grupos cercanos. Su área de distribución norte llega a Brownsville en el sur de Texas, donde es sabido que anida.

## Taxonomía
El Cuervo de Sinaloa parece ser genéticamente extremadamente parecido a esta ave, y puede considerarse la forma occidental de él, salvo la voz muy diferente, otra 3ª especie, Corvus ossifragus del sudeste marítimo de Estados Unidos también muy emparentado entre sí y consideradas a las tres como superespecies.

## Comportamiento

### Alimentación
Su alimento principal son insectos del suelo, a huevos y nidos, muchas frutas y bayas.

### Nido
El nido es similar al cuervo americano, pero más pequeño y hecho en un árbol o gran arbusto.

### Canto
El canto es inusual y algo desagradable como muchas otras especies del género Corvus. Es un graznido de baja frecuencia, parecido al de una rana, y una llamada descrita como "gar-lik".